# Netrosoma fusiformis
Netrosoma fusiformis är en insektsart som beskrevs av Scudder, S.H. 1897. Netrosoma fusiformis ingår i släktet Netrosoma och familjen gräshoppor. Inga underarter finns listade i Catalogue of Life.